# اثر پروانه‌ای (فیلم)
اثر پروانه‌ای (به انگلیسی: The Butterfly Effect) فیلمی تریلر روان‌شناختی به نویسندگی و کارگردانی اریک برس و جی. مکی گروبر و با بازی اشتون کوچر و ایمی اسمارت، محصول سال ۲۰۰۴ آمریکا است. داستان فیلم از اثر پروانه‌ای مطرح شده در نظریه آشوب استفاده می‌کند. نسخه دوم این فیلم هم با نام اثر پروانه‌ای ۲ در سال ۲۰۰۶ ساخته شده‌است و نسخه سوم این فیلم هم با نام اثر پروانه‌ای ۳ سه سال بعد ساخته شد.

## داستان
داستان فیلم حول محور شخصیت ایوان تریپتون (با بازی اشتون کوچر) می‌چرخد. ایوان از دوران کودکی دچار خاموشی‌های مکرر حافظه است که در طول آن‌ها از وقایع مهم زندگی‌اش بی‌خبر می‌ماند. این خاموشی‌ها معمولاً در زمان‌های استرس‌زا یا رویدادهای آسیب‌زا رخ می‌دهند.
هنگامی که ایوان بزرگ می‌شود و دانشجوی روانشناسی است، دفترچه‌های خاطراتی را که در کودکی نوشته بود، پیدا می‌کند. او متوجه می‌شود که با خواندن این دفترچه‌ها، می‌تواند به گذشته بازگردد و وقایع را تغییر دهد. هر بار که او گذشته را تغییر می‌دهد، به زمان حال بازمی‌گردد و متوجه می‌شود که زندگی او و اطرافیانش به شدت و به طور غیرقابل پیش‌بینی‌ای متحول شده است.
هدف اصلی ایوان از سفر به گذشته، اصلاح اشتباهات گذشته و نجات دوستانش، به‌ویژه کِیلی میلر (با بازی ایمی اسمارت)، از وقایع تلخی است که در کودکی برایشان اتفاق افتاده است. اما هر بار که ایوان برای بهبود اوضاع تلاش می‌کند، پیامدهای ناخواسته‌ای به وجود می‌آید که اغلب بدتر از وضعیت اولیه هستند. او در واقعیت‌هایی بیدار می‌شود که در آن‌ها کیلی به فاحشگی افتاده، برادر کیلی، تامی، به یک قاتل تبدیل شده، یا خودش در وضعیت‌های ناگوار (مانند از دست دادن دست‌ها یا در یک بیمارستان روانی) قرار گرفته است.
ایوان در نهایت متوجه می‌شود که هر گونه تلاش برای تغییر گذشته، منجر به فجایع زنجیره‌ای می‌شود. او برای جلوگیری از آسیب رساندن به کسانی که دوستشان دارد، به لحظه تولد خود بازمی‌گردد و تصمیم نهایی و فداکارانه‌ای می‌گیرد که سرنوشت همه را تحت تأثیر قرار می‌دهد.

## تولید
بودجه فیلم "اثر پروانه‌ای" حدود ۱۳ میلیون دلار بود. فیلمبرداری عمدتاً در ونکوور، بریتیش کلمبیا، کانادا انجام شد. اریک برس و جی. مک‌کی گروبر، فیلمنامه را در دهه ۱۹۹۰ نوشتند و کارگردانی فیلم را نیز بر عهده گرفتند. اشتون کوچر، که بیشتر برای نقش‌های کمدی‌اش شناخته شده بود، برای این نقش درام مورد تمجید قرار گرفت.

## نسخه‌های مختلف
فیلم "اثر پروانه‌ای" دارای چندین پایان جایگزین است که در نسخه‌های مختلف دی‌وی‌دی و بلوری منتشر شده‌اند. معروف‌ترین پایان جایگزین، که به "پایان کارگردان" (Director's Cut) معروف است، بسیار تاریک‌تر و تأثیرگذارتر از پایان نسخه سینمایی است. در این پایان، ایوان به دوران جنینی خود بازمی‌گردد و خود را خفه می‌کند تا از ایجاد هرگونه تأثیر منفی بر زندگی دیگران جلوگیری کند. این پایان، بحث‌های زیادی را در مورد مفهوم فداکاری نهایی و جبرگرایی برانگیخته است.

## بازخورد و گیشه
فیلم "اثر پروانه‌ای" با وجود بودجه نسبتاً پایین، از نظر تجاری موفق بود و در سراسر جهان حدود ۹۶.۸ میلیون دلار فروش داشت.
بازخورد منتقدان نسبت به این فیلم متفاوت بود. برخی از منتقدان، فیلم را به دلیل طرح داستانی جاه‌طلبانه و مفهوم اصلی آن تحسین کردند، در حالی که برخی دیگر، آن را به دلیل پیچیدگی بیش از حد و استفاده از کلیشه‌های ژانر مورد انتقاد قرار دادند. با این حال، این فیلم به دلیل مضمون عمیق و پایان‌های جایگزینش، به مرور زمان به یک فیلم کالت تبدیل شد و در میان تماشاگران محبوبیت زیادی پیدا کرد. این فیلم همچنان به عنوان یک نمونه برجسته از فیلم‌هایی که به مفهوم سفر در زمان و پیامدهای تغییر گذشته می‌پردازند، مورد بحث و تحلیل قرار می‌گیرد.

## جوایز و نامزدی‌ها
| رویداد                | سال  | رده                                     | دریافت‌کننده / نامزد | نتیجه    | منبع   |
| --------------------- | ---- | --------------------------------------- | ------------------- | -------- | ------ |
| جایزه ساترن           | ۲۰۰۵ | بهترین فیلم علمی تخیلی                  | اثر پروانه‌ای        | نامزدشده | [ ۱۰ ] |
| جایزه تریلر طلایی     | ۲۰۰۴ | بهترین فیلم ترسناک/تریلر                | اثر پروانه‌ای        | پیروز    | [ ۱۱ ] |
| جایزه انتخاب نوجوانان | ۲۰۰۴ | بهترین بازیگر مرد (درام/اکشن-ماجراجویی) | اشتون کوچر          | نامزدشده | [ ۱۲ ] |

## دنباله
موفقیت تجاری "اثر پروانه‌ای" منجر به ساخت دو دنباله ویدئویی شد: اثر پروانه‌ای ۲ (۲۰۰۶) و اثر پروانه‌ای ۳: مکاشفه‌ها (۲۰۰۹). با این حال، این دنباله‌ها نتوانستند موفقیت و بازخورد نسخه اصلی را تکرار کنند.